# Murmansk
Múrmansk (in russo Му́рманск?) è una città della Federazione Russa, situata nell'estrema parte nord-occidentale della Russia europea, porto di mare sulla baia di Kola, a 32 km dal Mare di Barents, sulla costa settentrionale della penisola di Kola, non lontano dal confine russo con la Norvegia; è capoluogo dell'oblast' omonima. La città è un'importante base navale; il porto rimane libero dai ghiacci per tutto l'anno, grazie alla corrente del Golfo. Murmansk è la più grande città del mondo posta a nord del circolo polare artico.

## Storia
La città, inizialmente nota come Romanov-sul-Murman (Romanov-na-Murmane, Романов-на-Мурмане), venne fondata nel 1915, quando venne costruita la linea ferroviaria verso Kola, e prese il nome dalla dinastia imperiale russa dei Romanov. La città venne ribattezzata Murmansk dopo la Rivoluzione d'ottobre del 1917. Dal 1918 al 1920, la città venne occupata militarmente dalle potenze occidentali alleate della prima guerra mondiale e dai "Bianchi" durante la guerra civile in Russia.
Durante la seconda guerra mondiale Murmansk fu per l'Unione Sovietica un collegamento vitale con il mondo occidentale, e un vasto commercio con gli Alleati, in particolare gli USA, di beni importanti per i rispettivi sforzi bellici fu possibile tramite il suo porto. Si trattava principalmente di prodotti finiti che arrivavano in Unione Sovietica e di materie prime che ne uscivano.
Le forze tedesche lanciarono un'offensiva contro la città nel 1941, ma di fronte alla tenace resistenza sovietica, non riuscirono né a prendere la città né a isolare la vitale ferrovia careliana. Questa resistenza venne infine (1985) riconosciuta dalle autorità dell'Unione Sovietica, con la designazione formale di Murmansk come città eroina. Nel 1974 è stato inaugurato su una collina a nord della città il monumentale Monumento ai difensori dell'Artico sovietico durante la grande guerra patriottica per commemorare i combattenti della seconda guerra mondiale.
Durante la guerra fredda Murmansk fu il centro dell'attività sottomarina sovietica, e anche dopo la dissoluzione dell'URSS rimane il quartier generale della Flotta del Nord e della flotta di rompighiaccio nucleari.

### Onorificenze

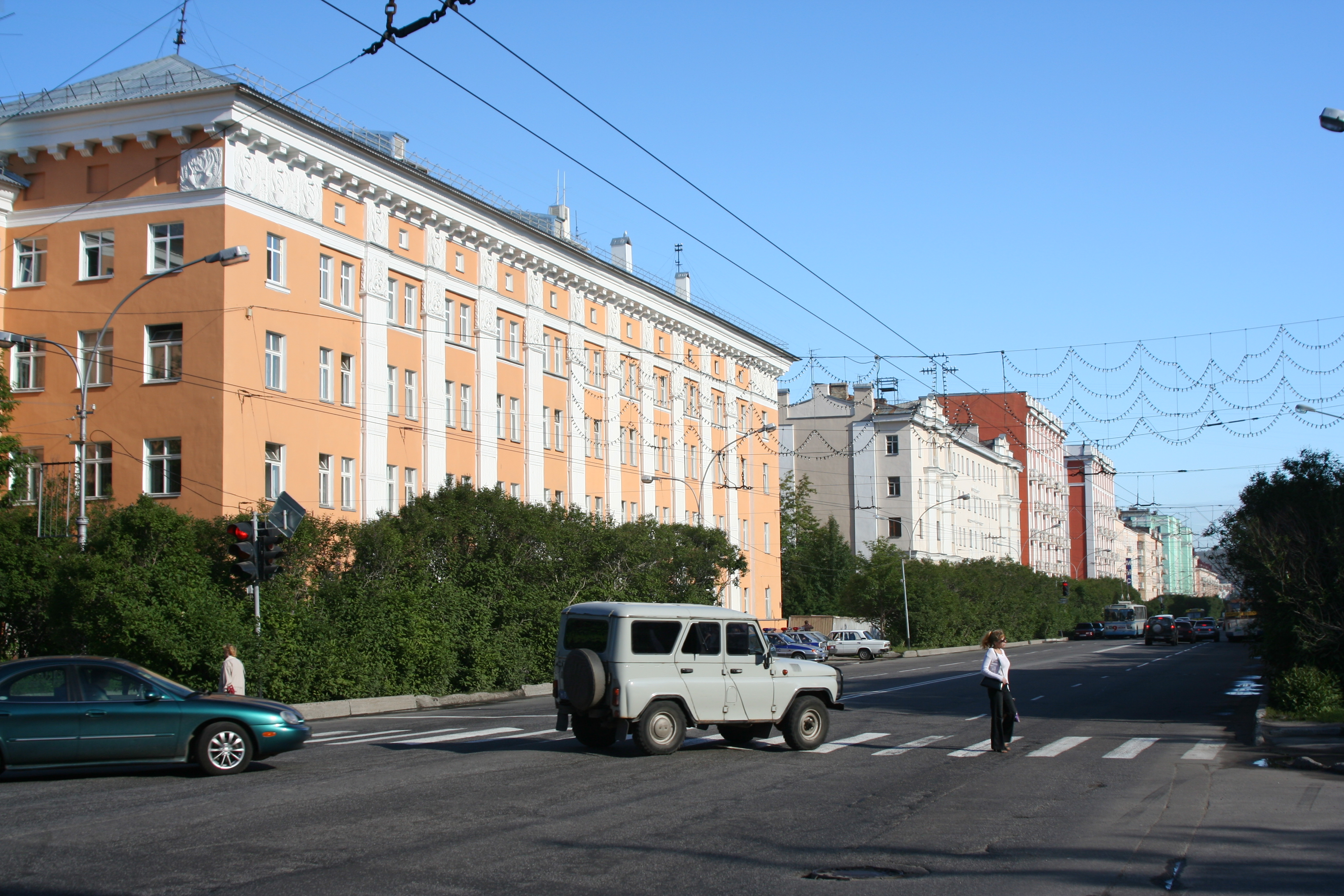
La via centrale della città

## Monumenti e luoghi d'interesse
- Monumento ai difensori dell'Artico sovietico durante la grande guerra patriottica, costruito su una collina a nord della città nel 1974
- Memoriale ai marinai morti in tempo di pace, inaugurato nel 2002
- Lenin (rompighiaccio atomico), rompighiaccio trasformato in nave-museo

## Società

### Evoluzione demografica
Popolazione per anno

## Geografia fisica

### Clima

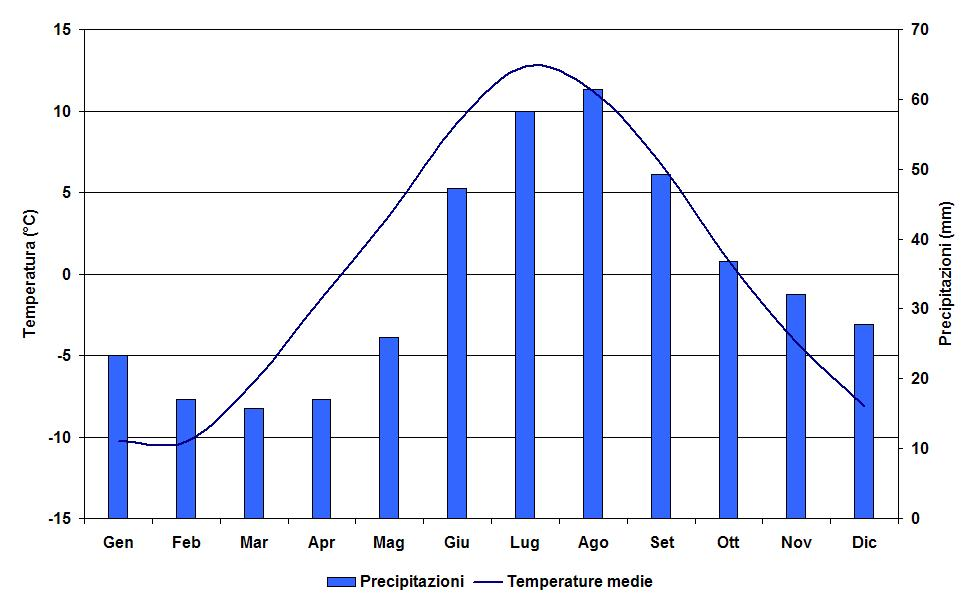
Climogramma di Murmansk.

- Temperatura media annua: 0,2 °C
- Temperatura media del mese più freddo (gennaio): −10,3 °C
- Temperatura media del mese più caldo (luglio): 12,7 °C
- Massima temperatura registrata: 32,9 °C
- Minima temperatura registrata: −39,4 °C
- Precipitazioni medie annue: 413 mm[2]

| Murmansk (1991-2020) Fonte: | Mesi         | Mesi         | Mesi         | Mesi         | Mesi         | Mesi        | Mesi        | Mesi        | Mesi         | Mesi         | Mesi         | Mesi         | Stagioni | Stagioni | Stagioni | Stagioni | Anno  |
| Murmansk (1991-2020) Fonte: | Gen          | Feb          | Mar          | Apr          | Mag          | Giu         | Lug         | Ago         | Set          | Ott          | Nov          | Dic          | Inv      | Pri      | Est      | Aut      | Anno  |
| --------------------------- | ------------ | ------------ | ------------ | ------------ | ------------ | ----------- | ----------- | ----------- | ------------ | ------------ | ------------ | ------------ | -------- | -------- | -------- | -------- | ----- |
| T. max. media (°C)          | −6,5         | −6,4         | −1,9         | 2,9          | 8,4          | 13,8        | 17,7        | 15,3        | 10,7         | 3,6          | −1,8         | −4,1         | −5,7     | 3,1      | 15,6     | 4,2      | 4,3   |
| T. media (°C)               | −9,6         | −9,3         | −5,1         | −0,3         | 4,6          | 9,4         | 13,2        | 11,5        | 7,6          | 1,6          | −4,0         | −6,8         | −8,6     | −0,3     | 11,4     | 1,7      | 1,1   |
| T. min. media (°C)          | −12,7        | −12,3        | −8,2         | −3,3         | 1,5          | 5,9         | 9,6         | 8,3         | 5,1          | −0,3         | −6,2         | −9,6         | −11,5    | −3,3     | 7,9      | −0,5     | −1,9  |
| T. max. assoluta (°C)       | 7,0 (1949)   | 6,6 (2004)   | 9,0 (1948)   | 17,6 (2016)  | 29,4 (2013)  | 30,8 (1939) | 32,9 (1972) | 30,2 (2018) | 24,2 (1938)  | 15,0 (2005)  | 9,6 (1975)   | 7,2 (1997)   | 7,2      | 29,4     | 32,9     | 24,2     | 32,9  |
| T. min. assoluta (°C)       | −39,4 (1985) | −38,6 (1966) | −32,6 (1966) | −24,0 (1929) | −10,3 (1978) | −2,8 (1927) | 1,7 (1986)  | −2,0 (1984) | −10,1 (1928) | −21,2 (1968) | −32,2 (1925) | −34,9 (1995) | −39,4    | −32,6    | −2,8     | −32,2    | −39,4 |
| Nuvolosità (okta al giorno) | 7,5          | 7,2          | 7,3          | 7,5          | 8,4          | 8,4         | 8,0         | 8,3         | 8,3          | 8,3          | 8,0          | 7,6          | 7,4      | 7,7      | 8,2      | 8,2      | 7,9   |
| Precipitazioni (mm)         | 34           | 24           | 29           | 29           | 37           | 56          | 66          | 71          | 54           | 56           | 36           | 37           | 95       | 95       | 193      | 146      | 529   |
| Giorni di pioggia           | 2            | 2            | 3            | 9            | 18           | 22          | 22          | 22          | 24           | 17           | 5            | 3            | 7        | 30       | 66       | 46       | 149   |
| Nevicate (cm)               | 26           | 28           | 30           | 19           | 2            | 0           | 0           | 0           | 0            | 3            | 11           | 19           | 73       | 51       | 0        | 14       | 138   |
| Giorni di neve              | 27           | 26           | 24           | 19           | 14           | 4           | 0,03        | 0,1         | 2,0          | 16,0         | 24,0         | 27,0         | 80,0     | 57,0     | 4,1      | 42,0     | 183,1 |
| Giorni di nebbia            | 2            | 3            | 3            | 1            | 1            | 1           | 1           | 2           | 3            | 2            | 2            | 2            | 7        | 5        | 4        | 7        | 23    |
| Umidità relativa media (%)  | 84           | 83           | 80           | 73           | 72           | 70          | 75          | 79          | 80           | 83           | 86           | 85           | 84       | 75       | 74,7     | 83       | 79,2  |
| Vento (direzione-m/s)       | S 5,4        | S 5,4        | S 4,9        | S 4,5        | N 4,3        | N 4,4       | N 4,0       | N 3,7       | S 4,1        | S 4,8        | S 4,8        | S 5,2        | 5,3      | 4,6      | 4,0      | 4,6      | 4,6   |

## Amministrazione

### Gemellaggi
- Minsk
- Luleå
- Jacksonville

## Sport

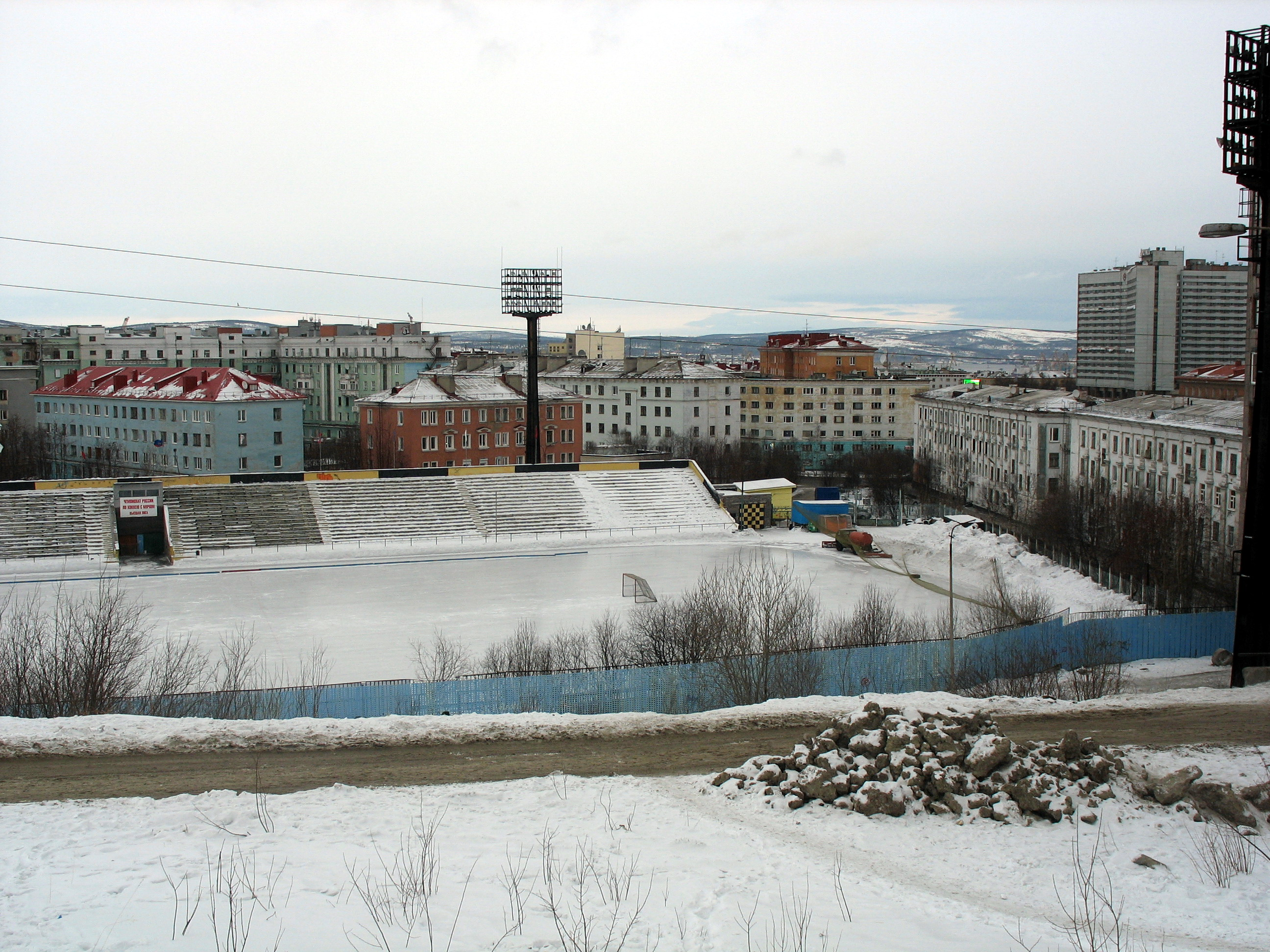
Stadio di bandy (Stroitel Stadium)

Nella città hanno sede il Sever Murmansk, una delle squadre di calcio posizionate geograficamente più a nord del mondo, e il FK Murmansk; una stazione sciistica specializzata nello sci nordico, ha ospitato una tappa della Coppa del Mondo di sci di fondo 1984. La squadra di Bandy principale è il Murman Murmansk.